# Chimarrhodella flinti
Chimarrhodella flinti är en nattsländeart som beskrevs av Roger J. Blahnik och Ralph W. Holzenthal 1992. Chimarrhodella flinti ingår i släktet Chimarrhodella och familjen stengömmenattsländor. Inga underarter finns listade i Catalogue of Life.